# Centre d'instruction navale (Tunisie)
Pour les articles homonymes, voir Centre d'instruction navale et CIN.
Le Centre d’instruction navale (CIN) est une unité tunisienne d’instruction militaire située à Menzel Abderrahmane et dont la mission est d'assurer la formation des élèves officiers mariniers dans les différents niveaux et spécialités.
Le CIN assure dans le cadre du programme de formation professionnelle la formation des jeunes aux niveaux du certificat d'aptitude professionnelle et du brevet technique professionnel.

## Formation

### Formation de base
La formation de base dure deux ans. Au cours de la première année, l'élève officier marinier nouvellement recruté suit le cours de brevet supérieur no 1 (BS1), à la suite duquel il est promu au grade de second maître de deuxième classe. À la suite de la seconde année et de l'obtention du brevet supérieur no 2 (BS2), l’officier marinier est affecté pour travailler à bord des unités navigantes et dans les divisions techniques de la marine tunisienne.

### Formation continue
Dans le cadre de la formation continue et après six ans de services actifs, l'officier marinier qui remplit les conditions requises peut suivre le cours de brevet de spécialités no 3, qui permet d'accéder au grade de premier maître. Le centre organise également une formation de cadre de maîtrise, le plus haut niveau de formation pour les officiers mariniers. 